# Пољане (Исток)
Пољане (алб. Polanë) је насеље у општини Исток на Косову и Метохији.

## Демографија
Насеље има албанску етничку већину, до 1999. године у селу је било око 65% Срба.
Број становника на пописима:
- попис становништва 1948. године: 244
- попис становништва 1953. године: 283
- попис становништва 1961. године: 343
- попис становништва 1971. године: 355
- попис становништва 1981. године: 295
- попис становништва 1991. године: 172